# كريستوفر لاين
كريستوفر لاين (بالإنجليزية: Christopher Layne) هو عالم سياسة أمريكي، ولد في 2 نوفمبر 1949.